# Jan Bonde Nielsen
Jan Bonde Nielsen (født 20. maj 1938) er en dansk og international erhvervsleder.
Bonde Nielsen blev først udlært som gartner. Derefter startede han gartneribrug i Kenya med dyrkning af plumosus og chrysanthemumstiklinger, som blev sendt med fly til europæiske markeder.
I 1974 fik Bonde Nielsen for overvejende lånte penge kontrol med Burmeister & Wains Motor- og Maskinfabrik A/S. Han fik en bestemmende aktiepost og blev bestyrelsesformand og direktør i 1976. Koncernen trådte i betalingsstandsning 1980.
I forbindelse med en aktieoverdragelse blev Bonde Nielsen tiltalt for groft mandatsvig til 146 millioner kroner i 1982. Han flyttede til London, og en udleveringsbegæring fra de danske myndigheder blev afslået med den begrundelse, at mandatsvig ikke er ulovligt efter engelsk ret. Han frikendtes 1986 i Københavns Byret. Bagmandspolitiet ankede frifindelsen til Østre Landsret, men 3. juli 1995 opgav anklagemyndigheden ankesagen, da Bonde Nielsen nægtede at komme til Danmark.
Fra London har han beskæftiget sig med bl.a. ejendomshandel, men Bonde Nielsen opholder sig i dag mest i Kenya.
I 1981 fik journalisterne Jan Michaelsen og Henning Tøgersen fra Ekstra Bladet Cavlingprisen for deres afdækning af Bonde Nielsens økonomiske transaktioner.